# Sertularella xantha
Sertularella xantha är en nässeldjursart som beskrevs av Eberhard Stechow 1923. Sertularella xantha ingår i släktet Sertularella och familjen Sertulariidae. Inga underarter finns listade i Catalogue of Life.